# Disturbo dell'eccitazione sessuale persistente
Il disturbo dell'eccitazione sessuale persistente, precedentemente noto come Sindrome genitale, si manifesta nelle donne sotto forma di un'eccitazione genitale persistente, spontanea e incontrollabile, la quale può essere accompagnata o meno da orgasmo o da congestione genitale e i cui sintomi si presentano in assenza di desiderio sessuale. Questo disturbo è stato descritto per la prima volta da Sandra Leiblum nel 2001, e solo recentemente è stato classificato come una vera e propria sindrome nella letteratura medica.
Alcuni medici usano il termine sindrome dell'eccitazione sessuale persistente per riferirsi a questo tipo di sindrome nelle donne, mentre per altri il disturbo è equivalente alla sindrome del priapismo negli uomini. Il priapismo, a differenza del disturbo dell'eccitazione sessuale persistente, è una condizione medica diagnosticabile e riconosciuta dal DSM-IV.
Il disturbo è stato incluso nella quinta edizione del DSM, pubblicato nel 2013.
Il disturbo è distinto dall'ipersessualità femminile.